# Timon Moll
Timon Moll (Kerkyra (Griekenland), 24 februari 1963) is een Nederlands acteur en presentator van Griekse afkomst.
Moll studeerde af aan de Amsterdamse Acteerstudio. In 1990 speelde hij in zijn eerste toneelstuk, Hoge bergen, diepe dalen, geregisseerd door Rieks Swarte. In de loop van de jaren negentig speelde hij rollen in Nooit zal het paradijs aanbreken (regie: Shireen Strooker), Tea and Sympathy en Brief aan een nooit geboren kind. In de bioscoop speelde hij in Filmpje! uit 1995, met in de hoofdrol Paul de Leeuw. Midden 1996 speelde hij de rol van de homoseksuele Michiel van den Brink in de dagelijkse SBS6 soapserie Goudkust. Na een onderbreking van ruim een half jaar wordt hij rond de zomer van 1997 aan de vaste bezetting van acteurs toegevoegd. 
Naast zijn rol in de soapserie Goudkust presenteerde hij ook een programma voor kinderzender Fox Kids. Begin 2001 valt het doek voor Goudkust en gaat Timon achter de schermen aan de slag. In 2007 speelde hij als "Tillie van Til" een gastrol in de populaire KRO comedyserie Toen was geluk heel gewoon op Nederland 1.

## Televisie
- Goudkust - Michiel van den Brink (1996 (gast), 1997-2001)
- Toen was geluk heel gewoon - Tillie van Til (Afl 203. Tillie van Til, 2007)
- Nederlands voor beginners - Emiel (2007)
- Groeten van MAX - verslaggever (2010-2017)

## Theater
- Hoge bergen, diepe dalen (regie: Rieks Swarte)
- Dans van de tarantula (regie: Robert Kievit)
- Lente ontwaken (regie: Hanneke Heesels)
- Bruid in de morgen (regie: Shireen Strooker)
- Tea and Sympathy (regie: Margrith Vrenegoor)
- Drie dagen Jan (regie: Silvia Andringa)
- Brief aan een nooitgeboren kind (regie: Ditte Pelgrom)
- Verslag voor een academie (regie: Shireen Strooker)
- Nooit zal het paradijs aanbreken (regie: Shireen Strooker)
- Meester van de molen (regie: Inez Derksen)
- Ecstatisch (regie: Toni Maples)
- Spiros (regie: Bruun Kuijt)

### Bestseller 60
| Boeken met noteringen in de Nederlandse Bestseller 60 | Jaar van verschijnen | Datum van binnenkomst | Hoogste positie | Aantal weken | Opmerkingen                                                           |
| ----------------------------------------------------- | -------------------- | --------------------- | --------------- | ------------ | --------------------------------------------------------------------- |
| De Familie – achter de schermen bij de Meilandjes     | 2024                 | 03-07-2024            | 41              | 1            | biografie over de familie Meiland / in samenwerking met Jan Dijkgraaf |